# Guilty Until Proven Innocent
"Guilty Until Proven Innocent" é o terceiro e último single do álbum de 2000 do rapper Jay-Z, The Dynasty: Roc La Familia. Apresenta produção de Rockwilder e um refrão cantado por R. Kelly. O título da canção muda a declaração legal "inocente até que se prove o contrário". A letra fala sobre como a mídia o demonizou por ter esfaqueado seu parceiro de negócios, Lance "Un" Rivera. Ironicamente, Jay-Z mais tarde admitiu ter esfaqueado Rivera e foi sentenciado a três anos de liberdade condicional pelo incidente. "Guilty Until Proven Innocent" é também uma das primeiras colaborações entre Jay-Z e R. Kelly antes de lançarem dois álbuns juntos.

## Lista de faixas do single

### CD
1. "Guilty Until Proven Innocent" (Radio Edit)
2. "Guilty Until Proven Innocent" (Album Version)
3. "Change the Game"
4. "Guilty Until Proven Innocent" (Enhanced Video)

### Vinil
Lado-A
1. "Guilty Until Proven Innocent" (Radio Edit)
2. "Guilty Until Proven Innocent" (LP Version)
3. "Guilty Until Proven Innocent" (Instrumental)

Lado-B
1. "1-900-HUSTLER" (Radio Edit)
2. "1-900-HUSTLER" (LP Version)
3. "1-900-HUSTLER" (Instrumental)

## Paradas musicais
| Parada musical (2001)                           | Melhor posição |
| ----------------------------------------------- | -------------- |
| U.S. Billboard Hot 100                          | 82             |
| U.S. Billboard Hot R&B/Hip-Hop Singles & Tracks | 29             |
| U.S. Billboard Rap Singles                      | 12             |